# 輝耀姬物語
《辉夜姬物語》（日语：かぐや姫の物語）是日本吉卜力工作室的動畫導演高畑勳以日本古典文學《竹取物語》為藍本所改編的動畫電影，2013年11月23日於日本上映。
此為高畑勳继1999年的《隔壁的山田君》後再次執導的吉卜力作品， 決定將輝夜姬（竹取公主）的故事拍成電影的想法始自2005年，原本預期在30分鐘左右，但經過高畑導演探究輝夜姬身上發生的事，以及思索她心中的想法後，初始劇本發展成一部約3小時的鉅作。原預定與宮崎駿的動畫電影《風起》一同於2013年夏季上映，
但之後因進度落後，改至該年11月23日上映。。
電影發行後，因為其細膩生動的畫風與情感深度，還有優美的配樂，獲得媒體與影評界的讚譽，更入圍第87屆奧斯卡獎最佳動畫獎與第42屆安妮獎三項提名。2018年4月5日，高畑勳因為罹患肺癌逝世，本作成為高畑勳生前最後一部執導的動畫作品。

## 劇情
很久以前，有一位居住山林的老爺爺，他某日至竹林砍伐竹子的時候，意外注意到某棵竹子的竹莖發散著光芒。之後老爺爺將該竹莖砍斷時，發現裡頭存在著僅巴掌大的小女嬰。這女孩就是輝耀姬。隨後老爺爺將女嬰帶回、與家中的老奶奶一同扶養該女嬰。一段時間後女嬰順利長大成人，也成為一名美麗開懷的少女。這名少女的真正來歷，卻存在著驚人的實情。原來少女不是人類。
在故事的結尾，輝耀姬的真實身份終於曝光，被貶入人間受罰的仙人，在人間嘗盡酸甜苦辣，最後回到月宮中。輝夜姬回頭看了看那片使她歡喜、愛戀、失望、憤怒的土地，即便在此生活的期間猶如枷鎖，但她仍對人間留有思念與眷戀。

## 登場人物
輝夜姬
本作女主角，是個誕生於竹莖裡頭的不可思議女性。
有著令男性傾魂的美貌及自由奔放的性格，且熱愛著世間各種美好事物。
捨丸
從小與輝夜姬一同長大、玩耍的青梅竹馬，為原作《竹取物語》未有的原創角色。
老爺爺
養育輝夜姬長大，在凡間的爹親。
雖意外因輝夜姬的關係而取得財富與榮譽，但心底最在乎養女輝夜姬的一切。
老奶奶
養育輝夜姬長大，在凡間的娘親。
相模
教導輝夜姬禮儀的女性。
女童
輝夜姬身旁的侍童。
齋部秋田
賜予輝夜姬名號的老者。
石作皇子
向輝夜姬求婚者之一，用放置紫雲英的小盒送給輝夜姬、以表達自己的真心真意。
車持皇子
向輝夜姬求婚者之一，企圖用人工假造的「蓬萊仙山玉枝」來博得輝夜姬好感。
阿部右大臣
向輝夜姬求婚者之一，想以「火鼠的裘衣」贗品取得輝夜姬歡心。
大伴大納言
向輝夜姬求婚者之一，計畫冒險取得「神龍的五色珠」作為求婚禮物、不過在路途上慘遭惡難。
石上中納言
向輝夜姬求婚者之一，想在高處取得「燕子的安產貝」以奪得輝夜姬芳心、但不幸失足意外死去。
北夫人
身材肥胖的夫人，為石作皇子的正室。是由朝丘雪路友情客串配音的角色。
天皇
對輝夜姬有非分之想，要納她為妃嬪。
燒炭老人
輝夜姬在故鄉野外遇見的老者，有告知輝夜姬一些世間道理。
月王
外型類似阿彌陀佛、來自上天迎接輝夜姬回去的天人。
女官
同樣來自上天、迎接輝夜姬回去的天人之一。
當時在繪製女官催促輝夜姬趕緊離開汙穢人間的分鏡圖上，有被標記「這段狠心的一幕真討人厭」如此註解。

## 製作內容

### 經緯
在高畑勳推出《輝耀姬物語》前，原先曾向吉卜力工作室的影片製作人鈴木敏夫提議將日本古代平家流傳下的《平家物語》改編成動畫、並邀請吉卜力中的動畫師田邊修擔任主要的動畫處理。但之後田邊修以「不喜歡創作有人與人互相打鬥殺戮場面的動畫」而婉拒，之後高畑勳便改向在年輕時於東映動畫工作時、曾打算改編成動畫的日本古典文學《竹取物語》為新作品主題，並在2005年提案、2008年時正式敲定。而先前幾乎包辦吉卜力所有電影影片製作人事務的鈴木敏夫，也特別挑選在2002年加入工作室的宣傳業務職員西村義明擔任此片的製作人。
在《竹取物語》原作中，有提及故事的女主角輝耀姬身份是來自月球世界、因犯了罪過而流放到地球的天人，但未特別描述清楚該事情的來由，而高畑勳對於「輝耀姬的過錯」、「來到地球的原因」有著特別濃厚的興緻、便想以此來作為本作動畫的劇情主題之一。而隨著《輝耀姬物語》的製作群人員增加，另有在靠近吉卜力的東小金井車站附近，成立了一間臨時的「第7工作室」以方便創作。
此作品在製作費用方面累積超過50億日圓。而先前的日本電視台會長氏家齊一郎因相當喜愛高畑勳執導的動畫《隔壁的山田君》而願意出資協助高畑勳拍攝這部新作，並表示「不論要花多少錢我都會設法，另外就把這部片當作送給我死時的伴手禮吧」。之後，氏家齊一郎在作品正式上映前的2011年離世，後續的資助工作則交由繼任者大久保好男來完成。
因製作方面上的困難，《輝耀姬物語》於企劃後5年在分鏡圖方面進度僅有大約30分鐘的長度。後續在另一吉卜力導演宮崎駿發表執導的動畫《風起》正式上映消息後，讓影片製作人西村義明不得不設法增加負責繪圖的人馬。
《輝耀姬物語》在最初完成的劇本時間長達210分以上，之後則刪減至137分鐘，但仍成為在此之前吉卜力工作室創建以來發表的最長一部動畫。

### 畫面美術
有別於一般動畫採用將背景與角色分開繪製再合併的方法，此作品高畑勳嘗試將兩者一體化、需較耗時處理的繪製方式。該作業主要由田邊修為中心擔任。
背景方面則由在《龍貓》起便多次在吉卜力動畫中關於山林景觀描繪的男鹿和雄負責。而男鹿和雄為了高畑勳一些場景方面的要求，也曾至京都一帶取景。

### 配音
故事的女主角輝耀姬由年輕女演員朝倉禮生擔任，起初朝倉禮生在參加《輝耀姬物語》的女主角配音面試中一度認為自己沒有中選的資格而沮喪回去，但高畑勳認為朝倉禮生的聲音很能表現出自我中心的味道、符合輝耀姬的形象而屏選。男主角捨丸則由高良健吾負責，高良健吾事後則表示著小時受吉卜力動畫的影響而喜歡飛翔的感覺，能看到劇中自身配音的捨丸與輝耀姬在空中翱翔之場面是他最開心的地方。
另動畫中扶養輝耀姬長大的老爺爺與老奶奶配音則分別由地井武男與宮本信子擔任，而他們先前在1973年由森谷司郎執導的電影《下課後》中、便已共同合作飾演一對夫婦。之後地井武男於2012年6月29日因心臟病離世，後續老爺爺角色需重新錄音的部份則交由《料理東西軍》等電視節目主持人三宅裕司頂替，而在《輝耀姬物語》中的角色配音也成為地井武男生涯最後演出。
一些《輝耀姬物語》的幕後製作人員也有嘗試挑戰角色配音，如對輝耀姬求婚者之一的石上中納言便是由處理音響效果事務的古城環擔任。而先前曾於高畑勳在1999年推出的動畫《隔壁的山田君》中擔任配音的演員朝丘雪路，此回也特別友情客串為其中一名角色配音。

### 音樂
最初《輝耀姬物語》消息發佈時；劇中的動畫配樂是指定由池邊晉一郎負責，之後則替換成久石讓，這也是久石讓在接手吉卜力動畫配樂的經歷中、首部非由宮崎駿執導的作品。而久石讓早在1984年擔任宮崎駿的作品《風之谷》配樂之後，便已有想參與高畑勳執導動畫配樂的念頭。
高畑勳對於久石讓在配樂方面，有著「不用刻意去反應出劇中角色的心境」、「即使劇中角色陷入低潮時也可以不用哀傷的音樂來帶動觀眾」等請求。另因高畑勳個人對於音樂領域有相當程度的了解，親自為片中創作《童謠》、天女之歌兩首插入曲，其中《孩童之謠》是以五聲調式的形式完成。而為了讓久石讓能容易了解自己創作的曲目內容，高畑勳也採用初音未來音樂軟體來製作曲目樣本以方便對久石讓說明。而高畑勳也有提出不少關於片中配樂的方向，如片中結尾前關於來自月球天人登場的配樂，因高畑勳認為天人是來自沒有俗間煩惱的世界，便建議久石讓採用森巴風格的組曲。
而配樂中一些出現古箏旋律的段落，則聘請了古箏演奏家姜小青負責。

### 片尾曲
此片尾曲由女性歌手二階堂和美演唱。因高畑勳聽了她在2011年發表的自創專輯《暈染》後相當中意，而希望對方能為此動畫創作片尾曲。
高畑勳對於片尾曲的主題方向也有提出「現在的一切、過去的一切」等想法，最後二階堂和美完成的成品則為《生命的記憶》。

### 聲演
| 配音                      | 配音   | 配音   | 配音                                   | 角色                                   |
| 日本                      | 台灣   | 香港   | 美國                                   | 角色                                   |
| ------------------------- | ------ | ------ | -------------------------------------- | -------------------------------------- |
| 朝倉禮生 内田未来（年幼） | 傅其慧 | 林嘉欣 | 克洛·格蕾絲·莫瑞茲 凱特琳·雷歐（年幼） | 辉夜姬（かぐやひめ）                   |
| 地井武男 三宅裕司（接替） | 佟紹宗 | 李忠強 | 詹姆士·卡恩                            | 老翁（おきな）                         |
| 宮本信子                  | 崔幗夫 | 謝月美 | 玛丽·斯汀伯根                          | 老婦（おうな）                         |
| 高良健吾                  | 何志威 |        | 達倫·克里斯                            | 捨丸（すてまる）                       |
| 田畑智子                  |        |        | 海登·華奇                              | 女童（めのわらわ）                     |
| 高畑淳子                  | 劉玉玲 | 陳安瑩 | 劉玉玲                                 | 相模（さがみ）                         |
| 立川志之輔                | 陳宗岳 |        | 喬治·西蓋爾                            | 齋部秋田（いんべのあきた）             |
| 仲代達矢                  | 康殿宏 |        |                                        | 燒炭老人（すみやきのろうじん）         |
| 橋爪功                    | 孫中台 |        | 比尤·柏里德斯                          | 車持皇子（くらもちのみこ）             |
| 上川隆也                  | 康殿宏 |        | 詹姆斯·馬斯登                          | 石作皇子（いしつくりのみこ）           |
| 伊集院光                  | 楊少文 |        | 奥利弗·普莱特                          | 阿部右大臣（あべのうだいじん）         |
| 宇崎龍童                  | 陳宗岳 |        | 金大賢                                 | 大伴大納言（おおとものだいなごん）     |
| 古城環                    | 劉傑   |        |                                        | 石上中納言（いそのかみのちゅうなごん） |
| 朝丘雪路                  |        |        |                                        | 北夫人（きたのかた）                   |
| 中村七之助                | 蔣鐵城 | 張預東 | 迪恩·凱恩                              | 御帝（みかど）                         |
| 宮本信子                  | 魏晶琦 |        |                                        | 旁白                                   |

### 製作人員
主要
- 原作：《竹取物語》
- 導演、原案：高畑勳
- 劇本：高畑勳、坂口理子
- 影片製作人：西村義明
- 企劃：鈴木敏夫
- 出資：氏家齊一郎
- 氏家齊一郎代理者：大久保好男
- 製作：星野康二、吉卜力工作室
- 音樂：久石讓
- 片尾曲演唱：二階堂和美

畫面
- 作畫監督：小西賢一
- 作畫設計、人物造型：田邊修
- 作畫：安藤雅司、賀川愛、森田宏幸、田村篤、橋本晉治、濱田高行、山口明子、廣田俊輔、秦綾子、西垣庄子、西田達三、佐佐木美和、河口俊夫、古屋勝悟、井上銳、上石惠美、大杉宜弘、石井邦幸、尾崎和孝、川名久美子、鎌田晉平、赤堀重雄、君島繁、神保洋介、佐藤雅子、神谷友美、塚本知代美、川口隆、神山麻美、八木郁乃、齊藤拓也、林佳織、谷友子、松村優美、小松田大全、五反孝幸、浜洲英喜、大塚伸治

美術．背景
- 美術：男鹿和雄
- 背景：久保友孝、倉橋隆、工川步、久村佳津、高松洋平、保坂有美、串田達也、佐籐詩穗、中村聰子

色彩．畫面處理
- 色彩設計：垣田由紀子
- 畫面加工檢查：川又史惠、南城久美

畫面數位處理．攝影
- 特殊場景設計：百瀨義行
- 攝影監督：中村圭介
- 美術攝影：小川猛、川西美保
- 攝影：加賀由希子、赤須由麻、鹽川至幸、石黑瑠美、染谷和正、高橋宏司、岡本雄介、秋元央、別府光太郎
- CG：中島智成

演奏．錄音．配音處理
- 配樂演奏：讀賣日本交響樂團
- 古箏演出：姜小青
- 音樂製作：Wonder City
- 樂曲錄音工程師：浜田純伸
- 錄音指導：淺梨
- 錄音：大野映彥
- 錄音助手：高木創、野村、鈴木修二、橫山
- 音效：大塚智子

業務．協助．發行
- 製作業務負責人：野中晉輔
- 製作業務：石破太成、川端俊之、西方大輔、品川徹、長澤美奈子、釘宮陽一郎
- 特別贊助：KDDI、EyeFulHome
- 特別協助：LAWSO．N、讀賣新聞
- 發行：東寶

《輝耀姬物語》製作委員會
- 委員會GNDHDDTK成員：吉卜力工作室、日本電視台、電通、博報堂DYMP、日本迪士尼、三菱商事、東寶、KDDI

### 插入雅樂
- 右方 陪臚 平調調子
- 白柱

※德間日本傳播提供

### 片尾曲
- 生命的記憶

作詞、作曲、演唱：二階堂和美

### 電影標語
- 公主犯下的罪與罰[41]
- 來自月亮的她，每分每秒都在追求生命的光輝（台灣上映中文版改編文宣）

## 反應

### 票房
《輝耀姬物語》於日本上映後，奪得當週電影票房的首位，且在兩天後便累計2億日圓的收入。但隔週銷售量輸給電視劇《超能力事件簿》的劇場版《SPEC～結～ 爻之篇》，未能像吉卜力前一部作品《風起》達到蟬聯8週日本電影票房首位成績。
| 上一届： 《清須會議》 | 2013年日本週末票房冠軍 第47周 | 下一届： 《SPEC～結～ 爻之篇》 |

### 評價
2023年3月，本片在爛蕃茄發表「根據爛番茄評論家評比，100部不限時間的最佳日本動畫電影」排行榜名列榜首，和《兒時的點點滴滴》、《螢火蟲之墓》是吉卜力工作室唯三在該網站獲得100%全新鮮度高分的電影。2023年8月，爛番茄整理出「2010年代最佳50部動畫電影排行榜」，《輝耀姬物語》名列該榜單的第13名，同時是入圍榜單的日本動畫電影裡排名最前的電影。

### 入圍獎項
| 入圍                       | 獎項           | 結果 |
| -------------------------- | -------------- | ---- |
| 第23屆日本電影評論家大獎   | 動畫作品獎     | 獲獎 |
| 第23屆日本電影評論家大獎   | 動畫導演獎     | 獲獎 |
| 第23屆日本電影評論家大獎   | 動畫功勞獎     | 獲獎 |
| 第68屆每日電影獎           | 動畫部門       | 獲獎 |
| 第37屆日本電影金像獎       | 最佳動畫作品   | 提名 |
| 第37屆日本電影金像獎       | 最佳音樂       | 提名 |
| 第8屆亞洲太平洋電影獎      | 最佳動畫片獎   | 獲獎 |
| 電影旬報                   | 最佳影片       | 提名 |
| 第67屆坎城影展             | 電影藝術獎     | 提名 |
| 第67屆坎城影展             | Prix SACD      | 提名 |
| 奇幻電影節                 | 觀眾票選獎     | 獲獎 |
| 第62屆聖賽巴斯提安國際影展 | 觀眾票選獎     | 提名 |
| 第39屆多倫多國際影展       | 觀眾票選獎     | 提名 |
| 第47屆錫切斯影展           | 最佳動畫片獎   | 提名 |
| 第37屆米爾谷影展           | 最佳動畫片獎   | 獲獎 |
| 第18屆奧斯陸南方影展       | 最佳劇情片獎   | 提名 |
| 波士頓影評人協會           | 最佳動畫片獎   | 獲獎 |
| 洛杉磯影評人協會           | 最佳動畫片獎   | 獲獎 |
| 芝加哥影評人協會           | 最佳動畫片獎   | 提名 |
| 舊金山影評人協會           | 最佳動畫片獎   | 提名 |
| 多倫多影評人協會           | 最佳動畫片獎   | 獲獎 |
| 在線影評人協會             | 最佳動畫片獎   | 提名 |
| 在線影評人協會             | 最佳外語片獎   | 提名 |
| 第42屆安妮獎               | 最佳動畫片獎   | 提名 |
| 第42屆安妮獎               | 最佳動畫導演獎 | 提名 |
| 第42屆安妮獎               | 最佳音樂製作獎 | 提名 |
| 第87屆奧斯卡獎             | 最佳動畫片獎   | 提名 |

### 其它列名
- 日本電影筆友會：年度最佳電影第4名[67]
- 《電影藝術》雜誌：年度最佳電影第10名[68]
- 《電影旬報》雜誌：第87屆電影旬報Best 10年度前十日本電影第4名[69]、年度讀者票選前十日本電影第4名
- 《IndieWire》：21世紀最佳41部動畫電影第5名[70]。

### LINE貼圖
在電影放送後，影片製作人西村義明為了慶祝作品發表，推出通訊軟體LINE使用的輝耀姬造型貼圖，並於2013年11月19日起開放限時下載。

## 原聲帶
《輝耀姬物語》電影原聲帶在上市發行時，另有推出附帶五首額外曲目的限量版本CD。

### 曲目
| 曲序 | 曲名             | 原曲名 | 創作／演唱                          |
| ---- | ---------------- | ------ | ----------------------------------- |
| 1.   | 開始             |        | 作曲、編曲：久石讓                  |
| 2.   | 光               |        | 作曲、編曲：久石讓                  |
| 3.   | 小小的公主       |        | 作曲、編曲：久石讓                  |
| 4.   | 活著的喜悅       |        | 作曲、編曲：久石讓                  |
| 5.   | 發芽             |        | 作曲、編曲：久石讓                  |
| 6.   | 竹筍             |        | 作曲、編曲：久石讓                  |
| 7.   | 生命             |        | 作曲、編曲：久石讓                  |
| 8.   | 山里             |        | 作曲、編曲：久石讓                  |
| 9.   | 衣裳             |        | 作曲、編曲：久石讓                  |
| 10.  | 啟程             |        | 作曲、編曲：久石讓                  |
| 11.  | 秋季結果實       |        | 作曲、編曲：久石讓                  |
| 12.  | 嫩竹             |        | 作曲、編曲：久石讓                  |
| 13.  | 學習             |        | 作曲、編曲：久石讓                  |
| 14.  | 生命的庭院       |        | 作曲、編曲：久石讓                  |
| 15.  | 宴會             |        | 作曲、編曲：久石讓                  |
| 16.  | 絕望             |        | 作曲、編曲：久石讓                  |
| 17.  | 春之巡禮         |        | 作曲、編曲：久石讓                  |
| 18.  | 美妙的琴韻旋律   |        | 作曲、編曲：久石讓                  |
| 19.  | 春日華爾滋       |        | 作曲、編曲：久石讓                  |
| 20.  | 對鄉里的思念     |        | 作曲、編曲：久石讓                  |
| 21.  | 高貴之人的狂想曲 |        | 作曲、編曲：久石讓                  |
| 22.  | 真心             |        | 作曲、編曲：久石讓                  |
| 23.  | 暮蟬之夜         |        | 作曲、編曲：久石讓                  |
| 24.  | 月之不思議       |        | 作曲、編曲：久石讓                  |
| 25.  | 悲傷             |        | 作曲、編曲：久石讓                  |
| 26.  | 命運             |        | 作曲、編曲：久石讓                  |
| 27.  | 月之都           |        | 作曲、編曲：久石讓                  |
| 28.  | 回鄉             |        | 作曲、編曲：久石讓                  |
| 29.  | 飛翔             |        | 作曲、編曲：久石讓                  |
| 30.  | 天人的音樂I      |        | 作曲、編曲：久石讓                  |
| 31.  | 別離             |        | 作曲、編曲：久石讓                  |
| 32.  | 天人的音樂II     |        | 作曲、編曲：久石讓                  |
| 33.  | 月               |        | 作曲、編曲：久石讓                  |
| 34.  | 生命的記憶       |        | 作詞、作曲、演唱：二階堂和美        |
| 35.  | 琴之旋律         |        | 作曲、編曲：久石讓                  |
| 36.  | 童謠             |        | 作詞：高畑勳・坂口理子 作曲：高畑勳 |
| 37.  | 天女之歌         |        | 作詞：高畑勳・坂口理子 作曲：高畑勳 |

### 限量版CD曲目
| 曲序 | 曲名         | 原曲名 |
| ---- | ------------ | ------ |
| 1.   | 嫩竹的輝耀姬 |        |
| 2.   | 命名公開     |        |
| 3.   | 寶物         |        |
| 4.   | 公卿們       |        |
| 5.   | 紫雲英       |        |

## 備註
1. ↑  該排行榜係依據電影在爛番茄網站的評分高低和專業評論人數進行排行[45]

## 外部連結
- 《輝耀姬物語》官方網站 （页面存档备份，存于）（日語）
- 互联网电影数据库（IMDb）上《輝耀姬物語》的资料（英文）
- 豆瓣电影上《輝耀姬物語》的資料 （简体中文）